# Nowodworski
Nowodworski là một huyện thuộc tỉnh Mazowieckie của Ba Lan. Huyện có diện tích 695 km². Đến ngày 1 tháng 1 năm 2011, dân số của huyện là 76855 người và mật độ 111 người/km².